# Азиатская типография
Азиатская типография — первая типография в Казани и первая татарская типография в Российской империи. Учреждена в 1800 году на средства отставного поручика Габдулгазиза Бурашева. В 1829 году (по другим данным — в 1827 году) вошла в состав типографии Казанского университета. В Азиатской типографии печатались книги на татарском, арабском, турецком и других восточных языках.

## История
Первое прошение на имя императора Павла I об открытии в Казанской губернии татарской типографии было подано отставным поручиком Габдулгазизом Бурашевым в 1797 году. Император подписал разрешение, однако оно было отклонено Сенатом. Тем не менее, указом от 13 сентября 1800 года Сенат удовлетворил второе прошение, поддержанное татарами других губерний, и разрешил организацию казённой типографии в Казани. Сам императорский указ о создании Азиатской типографии был издан 9 мая 1827 года. Её содержание было поручено Бурашеву.
Типография, получившая название Азиатской, располагалась в здании Первой мужской гимназии, которая также осуществляла цензурный контроль. Проверкой соответствия книг исламскому вероучению занимался Оренбургский муфтият. В распоряжении типографии имелись только арабографические шрифты. Первое оборудование для Азиатской типографии доставили из Санкт-Петербурга. Согласно указу Сената, печатать дозволялось только «алкораны, молитвенники и тому подобные книги». Бурашев за свой счёт приобрёл у Азиатского филиала Сенатской типографии наборные принадлежности, а также выписал наборщиков Хамзу Мамышева и Гали Рахматуллина. В конце 1803 года Бурашев был отстранён от управления типографией, однако до 1805 года оставался её заказчиком.
Азиатская типография печатала религиозные, светские, исторические и учебные книги. Как писал историк С. Айдаров, «это служило делу просвещения татарского и других тюркских народов», способствовало возникновению татарского просветительства, развитию национальной литературы.
В числе следующих управляющих Азиатской типографией были купцы Гали Апанаев с отцом Юсупом Апанаевым, а также братья Юнусовы. В типографии работал Ибрагим Хальфин, просветитель и преподаватель Казанского университета.
После ухода Г. Булашева из Азиатской типографии гимназическая контора вызвала желающих взять на себя содержание типографии при гимназии купцов. Договор заключили с казанским 2-й гильдии купцом Юсупом Апанаевым на 3 года (1806—1809). В его обязанности входило содержание помещения типографии, оплата дров на отопление, оплата труда уже работавших там сотрудников, а так же расширение штата. Одним из важных пунктов было то, что заработная плата уже работавших сотрудников не должна была оказаться меньше прежнего жалования. Ежегодное содержание Азиатской типографии обходилось примерно в 200 руб.
В 1829 году Азиатская типография была присоединена к типографии Казанского университета. В то же время историк М. Пинегин указывает, что присоединение Азиатской типографии к типографии Казанского университета произошло в 1827 году. После объединения Азиатская типография помимо печати религиозной литературы начала принимать от казанских купцов заказы на печать рекламной продукции. Доходы Азиатской типографии за этот период составили 38 тыс. рублей при расходах на содержание в 28 тыс. Таким образом, чистая прибыль составила 10 тыс. рублей.

## Издания
Первыми книгами, отпечатанными в Азиатской типографии в 1801 году, стали «Аттагоджи» («Чтение по слогам») и «Хафтияк» (выдержки из Корана). «Аттагоджи» представляла собой татарскую азбуку, объединённую со сборником молитв. В дальнейшем эта книга переиздавалась почти каждый год (иногда даже по нескольку раз в год) под названиями «Элифба иман шартлары белэн» («Азбука с молитвами»), «Шаритель иман» или «Иман шарты» («Условия веры»). В 1802 году, помимо переиздания азбуки, было издано 6 новых книг: «Устувани китабы» («Книга Устувани») М. Устувани из Дамаска, «Пиргули» (об исламе и обрядах) М. Пиргули, «Субатель гаджизни» («Подкрепление слабых») А. Суфи и др.
В августе 1803 года началась печать оригинального издания Корана. За достоверностью текста следил имам Старо-Татарской слободы Мухаммед Абдразяков. «Казанский вариант» Корана был признан каноническим и стал распространяться как в восточных регионах Российской империи, так и в других мусульманских государствах. С 1808 года печатался и предыдущий вариант издания Корана, подготовленный в Санкт-Петербурге.
В 1806—1809 годах вышли в свет новые книги «Сейфуль-Мулюк» (повесть о странствиях царевича Сейфуль-Мулюка в восточные страны) и «Рисалеи Мухаммадия» («Послания Мухаммеда»).
Азиатская типография также выполняла некоторые заказы Казанского университета. В 1808 году профессором Христианом Френом были изданы книги «Ахмадия» и «Описание некоторых серебряных монет Саманидов», в 1814 году — две поэмы на арабском языке (поэта доисламской эпохи Аш-Шанфары и поэта XI—XII вв. Ат-Туграи). В 1813 году был напечатан «Высочайший манифест о победе над французами» на татарском языке.
С 1801 по 1829 годы типография издала 93 наименования книг общим тиражом более 280 тыс. экземпляров. За это время Коран выдержал 25 изданий. 